# Banco Nacional de Angola (edifício)
O edifício do Banco Nacional de Angola localiza-se na esquina da Avenida 4 de Fevereiro com o Largo Saíde Mingas, em Luanda. É a atual sede do  Banco Nacional de Angola. Teve sua construção concluída em 1956 com projeto da autoria do arquiteto Vasco Regaleira.

## História
Em dezembro de 1949, o Engenheiro José Carvalho Alves da Costa, do Serviço de Geologia e Minas de Angola, elaborou um relatório de sondagens para o estudo das fundações do edifício-sede do Banco de Angola. Enquanto decorria a construção da sede em Luanda, foram sendo concluídas as dependências de Carmona, Gabela e Luso.
A estrutura foi realizada com betão armado, as paredes com tijolo cerâmico perfurado, com uma camada de reboco e pintado. Na cobertura utilizou-se a telha cerâmica como meio de revestimento e proteção.[carece de fontes?]
O edifício foi inaugurado pelo Presidente da República, Marechal Craveiro Lopes, em 7 de setembro de 1956. Lançou-se um livro comemorativo aquando da cerimónia, ilustrado com fotografias a cores.
A 10 de novembro de 1976, um ano após a independência, criou-se o Banco Nacional de Angola, sucessor do Banco de Angola. O edifício foi declarado património histórico-cultural em 8 de abril de 1995.[carece de fontes?] Desde então, as instalações têm sido alvo de obras de remodelação e restauro, que incluíram a construção de um mezanino.

## Arquitetura
O edifício, de quatro pisos, desenvolve-se em dois corpos ortogonais ligados entre si por um corpo circular, cuja cobertura é feita por uma enorme cúpula revestida com telha cerâmica. Vasco Regaleira procurou conceber uma obra que refletisse a época setecentista, de que Luanda possui alguns exemplares. As formas são tradicionalistas, classicizantes e revivalistas, típicas do estilo português suave que era favorecido pelo regime do Estado Novo. A arquitetura clássica está representada no edifício no traço das fachadas, distribuição das colunas jónicas, frontão e arcadas que se desenvolvem no piso térreo. 
O interior é luxuoso, decorado com mobiliário de madeiras preciosas, quadros, vitrais e grandes painéis de azulejos representativos da chegada dos portugueses aos reinos do Congo e Ndongo. Também contém pinturas a fresco nos tetos de algumas salas e da cúpula do corpo circular, cujo acesso e feito por uma escadaria de mármore. 
No Museu da Moeda, localizado no largo adjacente, foram reconstituídas três salas do Banco Nacional de Angola. Está também exposta uma maquete do edifício.